# Giulio Maggiore
Giulio Maggiore, né le 12 mars 1998 à Gênes en Italie, est un footballeur italien, qui évolue au poste de milieu central au SSC Bari, en prêt de l'US Salernitana.

## Biographie

### Spezia Calcio
Né à Gênes en Italie, Giulio Maggiore est formé par l'un des clubs de sa région, le Spezia Calcio, qu'il rejoint en 2012 après un passage au Milan AC. Il fait sa première apparition en professionnel alors âgé de 18 ans, le 20 septembre 2016, lors d'un match de Serie B face au Trapani Calcio. Il entre en jeu en cours de partie ce jour-là, et son équipe fait match nul (0-0). Le 11 février 2017, il marque son premier but en professionnel, à l'occasion d'une rencontre de championnat face au FC Pro Verceil. Le Spezia Calcio l'emporte par deux buts à zéro ce jour-là. Maggiore s'impose dès sa première saison en équipe première, où il joue en tout 28 matchs toutes compétitions confondues pour un but. 
Il devient titulaire indiscutable au cours de la saison 2017-2018. Le 1er mai 2019, il inscrit son premier doublé en Serie B, sur la pelouse de l'US Palerme, match au terme duquel les deux équipes se neutralisent (2-2).
Lors de la saison 2019-2020 Maggiore participe à la montée historique du club en Serie A, Spezia accédant pour la première fois de son histoire à l'élite du football italien.
Il joue son premier match en Serie A le 30 septembre 2020, contre l'Udinese Calcio. Il est titularisé et son équipe s'impose par deux buts à zéro.

### US Salernitana
Le 16 août 2022, Giulio Maggiore s'engage en faveur de l'US Salernitana. Il s'engage pour un contrat de quatre ans.
Maggiore joue son premier match sous ses nouvelles couleurs le 20 août 2022, lors d'une rencontre de championnat face à l'Udinese Calcio. Il est titularisé et les deux équipes se neutralisent (0-0 score final).

### Bari
Le 3 février 2025, Giulio Maggiore est prêté par l'US Salernitana à la SSC Bari jusqu'à la fin de la saison, avec obligation d'achat sous certaines conditions.

### En sélection
Giulio Maggiore commence sa carrière avec l'équipe d'Italie des moins de 18 ans. Il ne joue toutefois qu'un seul match avec cette sélection, le 13 avril 2016 contre la France. Il est titularisé et son équipe est battue par deux buts à un.
Avec les moins de 19 ans, il inscrit un but face à la Belgique le 25 mars 2017, lors des éliminatoires du championnat d'Europe des moins de 19 ans 2017.
Le 6 septembre 2019, Giulio Maggiore joue son premier match avec l'équipe d'Italie espoirs, face à la Moldavie. Il entre en jeu en cours de partie ce jour-là, et l'Italie s'impose sur le score de quatre buts à zéro.